# Емил Стоянов
Емил Стефанов Стоянов е български евродепутат в Европейския парламент (2009 – 2012 г.), член на групата на Европейската народна партия. Роден на 12 юли 1959 година в Пловдив

## Образование
- Завършил е немска гимназия в Пазарджик и литература в Пловдивския университет „Паисий Хилендарски“. Специализира в Лайпцигски университет.

## Семейство
Емил Стоянов е син на управителя на област Пловдив Стефан Стоянов, както и брат на Петър Стоянов, президент на България (1997 – 2002 г.). Има две деца – Емилия 2005 г. и Стефан 1982 г.

## Кариера
- През 80-те и 90-те години на ХХ век се занимава с литература. Автор е на две стихосбирки („Есенен човек“ и „Дом за бели мисли“), и на над 100 статии и преводи от немски език.
- До 1990 година работи като журналист и преводач на свободна практика – липсва достатъчно информация за периода.
- През 1990 година основава университетското издателство към Пловдивския университет. През 1992 г. създава собствено издателство „Пигмалион“, което е специализирано в издаването на немскоезични автори.
- През 1998 година за девет месеца е заместник генерален директор на Българската национална телевизия.
- В началото на 2001 година създава първата българска новинарска телевизия „Европа“.
- През 2005 година учредява фондация „Пигмалион“, която е специализирана в областта на литературата и връчва годишна стипендия в Пловдивския университет на талантливи студенти.
- През 2009 година е избран за евродепутат от гражданската квота на ГЕРБ (на четвърто място в листата) и е част от групата на Европейската народна партия. Той е първият българин, станал член на комисията по култура, образование и медии към Европейския парламент.
- На 15 ноември 2012 г. напуска поста си на евродепутат, официално по собствено желание, заради нов медиен проект и обстоятелството, че семейството му е в България.

Емил Стоянов е удостоен с два почетни ордена от Австрия и Германия:
- от президента на Австрия с Почетния кръст за наука и изкуство, „заради изключителните му заслуги за популяризирането на австрийската литература в България“ през 2002 година.
- през 2005 г. става носител на Почетния кръст „за заслуги към германската култура, във връзка с многогодишните му усилия за нейното популяризиране в България“.

Стоянов заснема няколко филма за българския преход и най-новата българска история. Филмите и текстовете могат да се видят в неговия блог.
През юни 2017 г. Емил Стоянов създава нов медиен проект – ДЕБАТИ.БГ, който представлява интернет платформа с елементи на вестник и телевизия.